# Potatischips

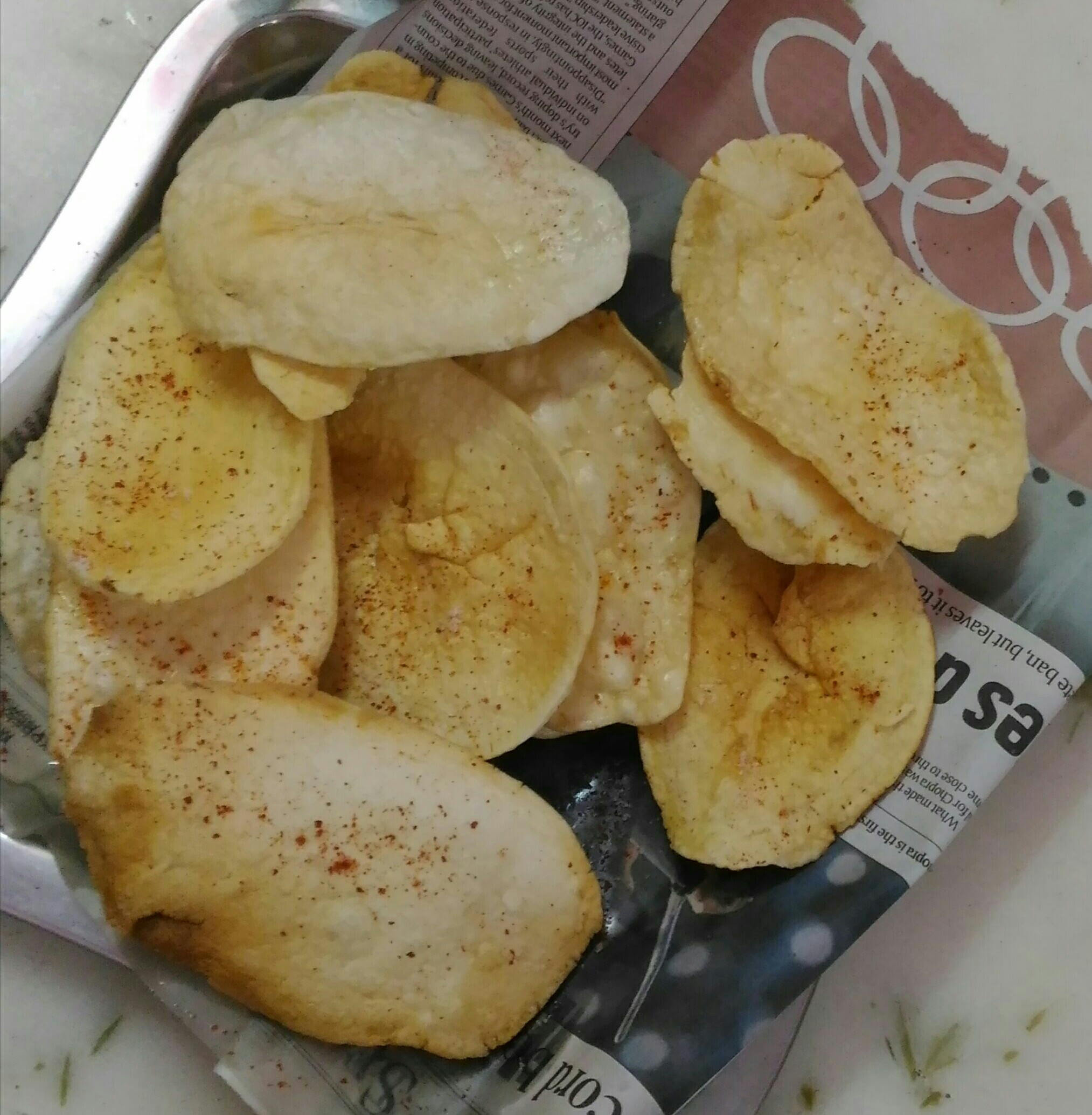
Hemlagade potatischips smaksatta med röd chilikrydda och salt.

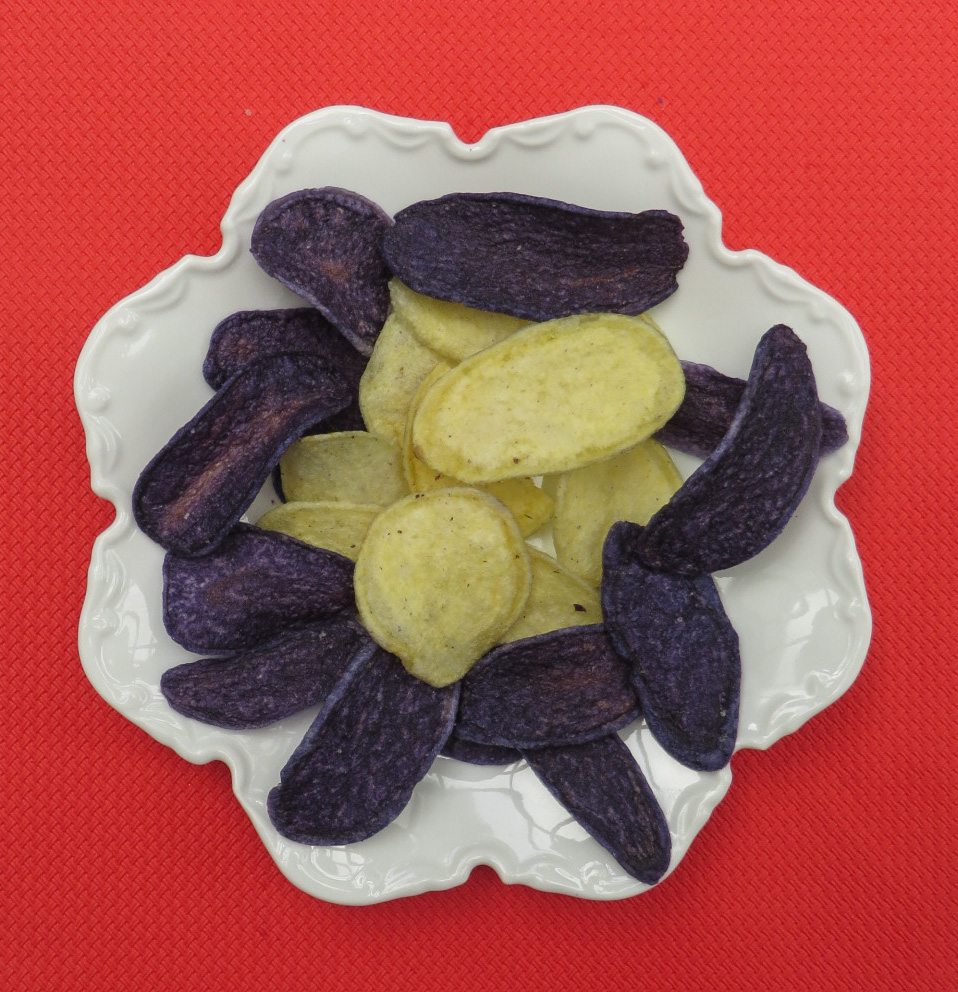
Chips gjorda av konventionell potatis och av blå potatis.

Potatischips, i dagligt tal endast chips, är tunna friterade skivor av potatis och konsumeras vanligtvis som snacks, ibland med en dippsås.
Potatischips finns i olika utföranden: räfflade, finräfflade och släta. I till exempel USA finns även fyrkantiga potatischips. Chipsen skapas antingen av potatis som skivats tunt, eller skapas av en potatisdeg, som exempelvis Pringles. Andra stora globala varumärken är Lay's och Utz. Några ursprungligen svenska varumärken är Estrella, OLW och Svenska Lantchips.

## Historik

### Uppkomst
Det tidigaste receptet för potatischips som påminner om dagens produkt finns i engelsmannen William Kitchiner's kokbok The Cook's Oracle som publicerades 1817. Boken såldes med stor framgång i England och USA. I utgåvan från 1822 finns recept 104, "Potatis friterad i skivor eller strimlor, Potatoes fried in Slices or Shavings". Tillagningssättet var att potatisar skalades, skivades i fem millimeters skivor eller strimlor, och friterades i ister eller flott.
Många källor anger dock att potatischipsen uppfanns under sommaren 1853 i Saratoga Springs i New York State i USA av kocken George Crum på en restaurang som hette The Moon Lake Lodge. Den svenska historikern Dick Harrison anser att det är en skröna och att det egentligen är omöjligt att avgöra om det var Crum eller någon annan kock med liknande idéer som var allra först med att tillverka och sälja potatischips.

### Restaurang och spridning
Till en början serverades potatischipsen på restaurang, där de åts med kniv och gaffel liksom pommes frites. Under 1890-talet och i början av 1900-talet började chips tillverkas och säljas i livsmedelsaffärer.
De första chipsen som exporterades utanför USA kom till Storbritannien år 1921. Eftersom ordet chips där redan användes som beteckning för pommes frites valde man att introducera produkten under beteckningen crisps.
Förutsättningarna för chipstillverkning förändrades dramatiskt när fritösen uppfanns år 1929 och chips började då att tillverkas i större skala. År 1933 började man förpacka chips i tåliga vaxade förpackningar som ökade hållbarheten och som gav möjlighet till större distributionsområden.
I många år var chipsen osaltade och okryddade. Istället fick konsumenten en liten saltpåse med chipspåsen. Potatischipsen spred sig i Europa, men produktionen av dem kunde komma igång på allvar först kring år 1950, då fritösen kom till Europa. 1957 var Estrella först i Sverige med att sälja potatischips.

### Smaksättningar och utveckling
År 1962 lanserades de första kryddade potatischipsen. Det var chips med ost- och löksmak i Storbritannien, vilket blev en stor framgång. I Sverige lanserades smaksatta chips först av Estrella 1967. Det var grillchips "med mild löksmak". Under 1960-talet experimenterade producenterna med olika smaksättningar för att kartlägga vilka smaker som konsumenterna föredrog. Marknaden för potatischips var ännu liten, men under 1980-talet ökade intresset i samband med utvecklingen av TV-kanaler och allmänhetens TV-vanor förändrades. Chipsen blev som en belöning efter arbetsveckan och något som människor delade när de umgicks. År 1981 lanserades "Hedgehog Flavoured Crisps" (chips med smak av igelkott) i Storbritannien. Formuleringen väckte debatt eftersom den kunde uppfattas som att chipsen innehöll riktig igelkott. Den putsades efter påtryckningarna.
Under 2010-talet ökade fortfarande chipsförsäljningen, i Sverige inte minst efter att OLW under 2009 använt begreppet fredagsmys i sin marknadsföring. Samtidigt hade potatischipsen fått konkurrens av andra typer av chips som uppfattades som hälsosammare, exempelvis rotfruktschips samt chips av sötpotatis, grönsaker, linser, bönor och frukt.
Mellan år 2000 och 2021 mer än fördubblerades chipsförsäljningen i Sverige. År 2021 åt svenskar chips för större summor än potatis i sig.
Ständigt lanseras nya chipssmaker, men få stannar kvar på marknaden och konsumenter föredrar i allmänhet mer traditionella chipssmaker. I Sverige, Finland, Norge och Danmark är sour cream and onion en populär chipssmak, medan i Tyskland och Centraleuropa är paprika en populär chipssmak. I Storbritannien är salt och vinäger en storsäljare. I Kina har chipssmaken Italian red meat slagit igenom, en smak som ska efterlikna bolognese. Även smaken hot and sour fish soup säljer bra där.

## Klimat- och hälsopåverkan
Chips har visat sig vara negativt för miljön. Ett kilo chips leder till utsläpp av 2,2 kilo växthusgaser, vilket är 20 gånger så mycket som för ett kilo av råvaran potatis, enligt en studie av SIK (Institutet för Livsmedel och Bioteknik) 2011 på uppdrag av Livsmedelsverket.
Svenska Livsmedelsverket redovisade en studie år 2002 som visade på höga halter av hälsovådlig akrylamid i friterad och hårt stekt mat, särskilt i potatischips. Larmet fick stort genomslag i Sverige och chipskonsumtionen sjönk tillfälligt med 40 procent, men toxikologer och epidemiologer var oeniga om riskerna för människor. Försök på råttor har påvisat att akrylamid kan ge tumörer, men i experimenten har det handlat om extremt höga halter av akrylamid i jämförelse, motsvarande att förtära sin egen vikt i chips varje dag. 2007 ansågs det också svårt att kontrollera hur mycket akrylamid människor får i sig eftersom det förekom i olika produkter och halterna varierade mellan fabrikat. Efter larmet har kraven ökat på att företag och producenter ska minska förekomsten av akrylamider i livsmedel.